# Andrène de Clark
Espèce
Statut de conservation UICN

 DD  : Données insuffisantes
L'Andrène de Clark (Andrena clarkella) est une espèce d'andrène de la famille des Andrenidae. Peu commune en Europe occidentale, on la trouve également en Amérique du Nord et en Asie dans les régions froides ou tempérées.

## Description
Le dimorphisme sexuel est marqué chez cette abeille sauvage. La femelle présente une pilosité rousse sur le thorax et une cuticule orangée sur les pattes postérieures. La tête et les flancs sont couverts de poils noirs. Le mâle est doté d’une pilosité blanche sur la tête, le corps est brun doré.
On peut confondre cette abeille avec l'andrène bicolor ou l'andrène thoracique.

## Répartition
Elle occupe les régions tempérées et froides de l’Amérique du Nord (Alaska, Canada, Nord des États-Unis), l’Europe et le Nord de l’Asie (Chine exclue). Elle est absente de la zone méditerranéenne.

## Période de vol
Il s’agit d’une espèce précoce : février à avril en France métropolitaine.

## Mœurs
Elle niche dans des terriers de 10 cm de long qu'elle creuse dans le sol, comptant jusqu’à une dizaine de cellules à raison d’une larve par cellule. Strictement oligolectique, elle ne récolte le pollen destiné aux larves que sur les arbres du genre Salix (les saules). Mâles et femelles visitent toutefois d’autres fleurs à floraison précoce pour leur nectar.

## Parasitisme
Une Abeille coucou (Nomada leucophtalma) est un parasite spécifique de l’Andrène de Clark.

## Galerie

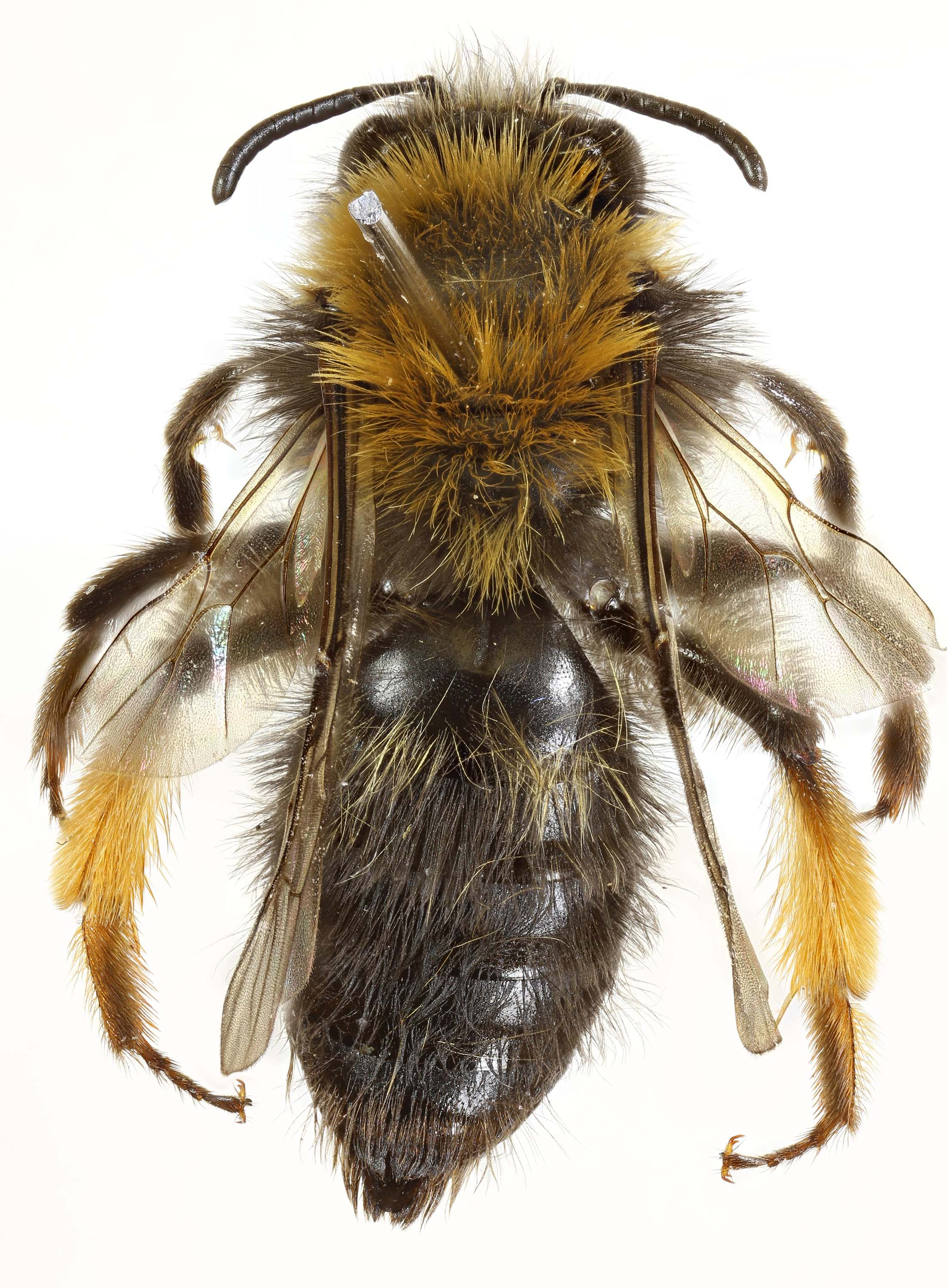
Femelle (Pays de Galles)
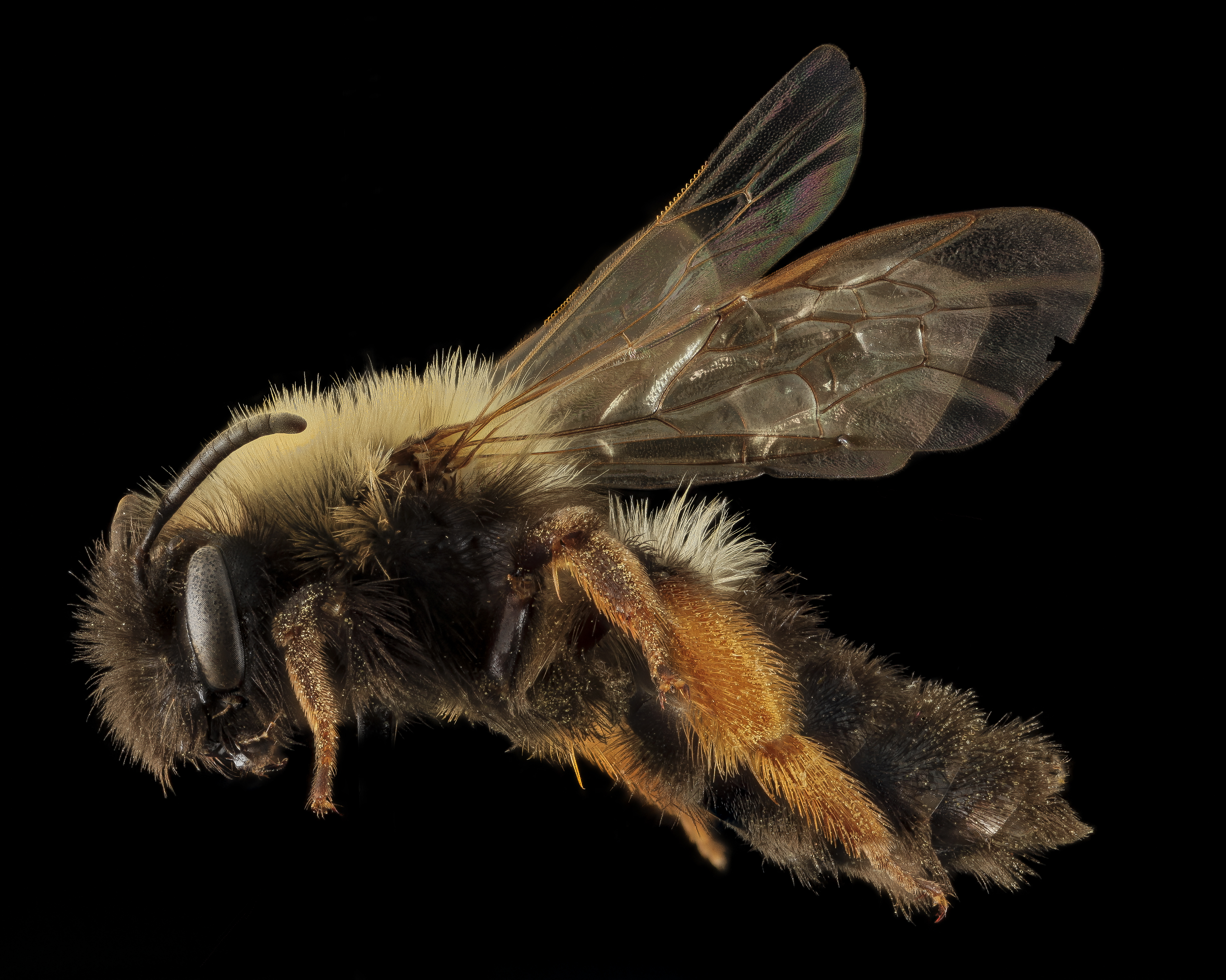
Femelle (Maine, USA)
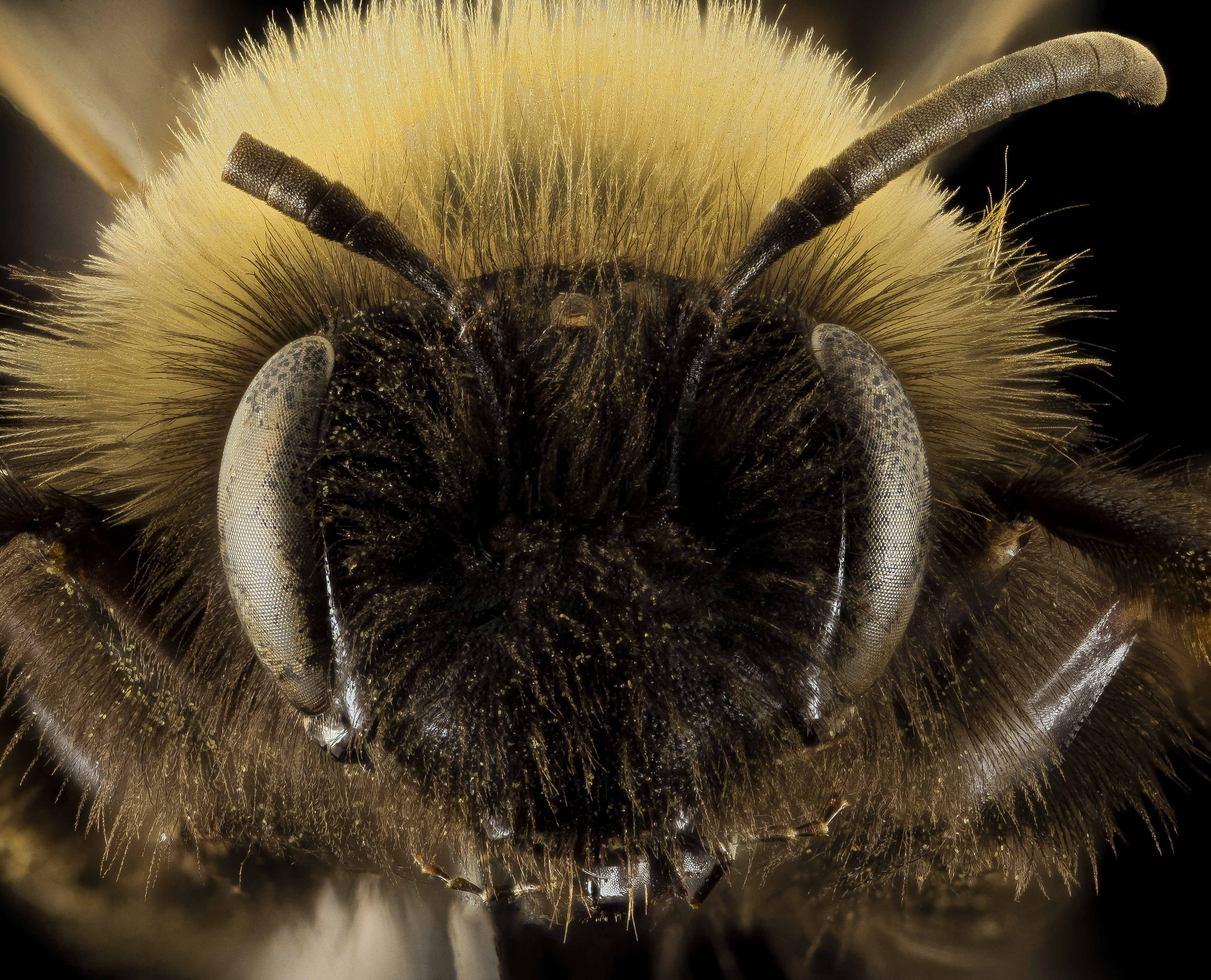
Tête d'une femelle (Maine, USA)
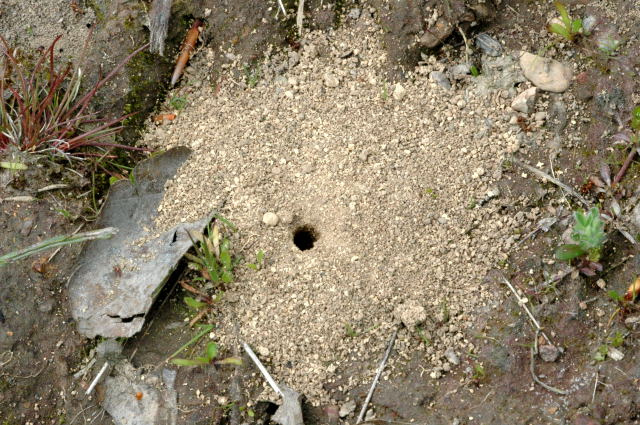
Trou d'entrée de galerie (Ardennes belges)
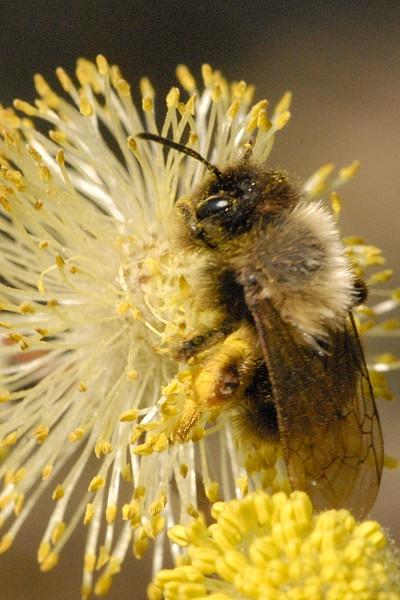
Forme aux poils thoraciques gris (Ardennes belges)